# Sparganium androcladum
Sparganium androcladum är en kaveldunsväxtart som först beskrevs av Georg George Engelmann, och fick sitt nu gällande namn av Thomas Morong. Sparganium androcladum ingår i släktet igelknoppar, och familjen kaveldunsväxter. Inga underarter finns listade i Catalogue of Life.